# Maxime Gervais
Maxime Gervais est un humoriste, comédien, improvisateur et musicien québécois né en 1985 à Salaberry-de-Valleyfield.

## Biographie
Maxime Gervais étudie l'enseignement à l'Université de Sherbrooke. Il cofonde en 2002 un duo humoristique en compagnie de Dominic Massicotte, mieux connu sous le nom de Dom Massi, un ami de jeunesse,, alors que les deux se produisent pour la toute première fois au concours Cégep en spectacle.
Le duo adopte l'appellation Les Pic-Bois en 2005. Il se rend en finale de l'émission En route vers mon premier gala en 2008,. Le duo remporte le prix du public au Zoofest en 2017 grâce à son spectacle La ligues d'impro des Pic-bois,,. De 2017 à 2019, les Pic-Bois présentent une série de spectacles mensuels,, dont un inspiré de la thématique « Cégep en spectacle ».
Au début des années 2010, le duo se joint à l'émission radiophonique humoristico-absurde Des si et des rais, diffusée sur les ondes de CHOQ.FM et animée par Julien Bernatchez,. Ce dernier se joint officiellement aux Pic-Bois en 2019 après plusieurs années de collaboration. Le trio donne ensuite plusieurs spectacles à travers le Québec au fil des ans, présente la web-série La télé communautaire des Pic-Bois, une production de Juste pour rire, et effectue quelques passages remarqués à Sous écoute, le podcast de l'humoriste Mike Ward.
Le groupe se sépare en 2022,.

### Humoriste solo
Durant le premier confinement québécois en raison de la pandémie de COVID-19, Maxime Gervais crée le personnage de Claude Crest dans une capsule web. Le personnage obtient une popularité soudaine, menant à la création d'un long métrage de docu-fiction à son sujet intitulé Claude Crest: la balloune,, et mettant en vedette plusieurs membres de la colonie artistique québécoise, dont Yvon Deschamps, Anne-Élisabeth Bossé, Les Denis Drolet, Chantal Lamarre, Fabien Cloutier, Philippe Fehmiu et Shirley Théroux, de même que la création d'un spécial de Noël,. 
À partir de l'hiver 2024, Maxime Gervais présente son premier one-man-show intitulé Big Max, au Club Soda après l'avoir rôdé l'automne précédent dans différentes salles québécoises. Il entame alors une tournée à travers le Québec.

### Comédien
Maxime Gervais apparaît dans des publicités à la télévision et effectue aussi de la figuration pour différentes séries télévisuelles et longs métrages. Il obtient notamment un rôle dans le film Aline aux côtés de Valérie Lemercier en 2020, puis il interprète le personnage du chum de Sandrine dans le film Maria paru en 2021 et mettant en vedette l'humoriste Mariana Mazza.

### Musicien
En parallèle à sa carrière d'humoriste, de comédien et d'improvisateur, Maxime Gervais mène une carrière de musicien et fait paraître plusieurs albums,, à partir la fin des années 2000. Une nouvelle forme de joie lui vaut en 2021 le prix Album ou EP punk au Gala Alternatif de la Musique Indépendante du Québec (Gamiq).

## Albums
- Salut (album paru sous le nom de Maxos le Gervoïde)
- Les ti-gars ne mourront jamais
- Le héros de la ville
- Slacker
- La plage
- Artiste raté
- La magie
- Michel 2 - La Résurrection
- Une nouvelle forme de joie
- Torse nu

## Prix et honneurs
- Album ou EP punk[20] au Gala Alternatif de la Musique Indépendante du Québec pour Une nouvelle forme de joie